# Wedgewood
Wedgewood es un lugar designado por el censo ubicado en el condado de Sumter, en el estado estadounidense de Carolina del Sur. La localidad en el año 2000 tiene una población de 1.544 habitantes en una superficie de 22.1 km², con una densidad poblacional de 70.7 personas por km². 

## Geografía
Wedgewood se encuentra ubicado en las coordenadas 33°53′19″N 80°30′16″O / 33.88861, -80.50444. Según la Oficina del Censo, el pueblo tiene un área total de 22,1 km² (8,5 mi²), de la cual 21,8 km² (8,4 mi²) es tierra y 0,3 km² (0,1 mi²) (1.29%) es agua.

### Localidades adyacentes
El siguiente diagrama muestra a las localidades en un radio de 12 kilómetros (7,5 mi) de Wedgewood.

## Demografía
En el 2000 la renta per cápita promedia del hogar era de $38.333, y el ingreso promedio para una familia era de $40.598. El ingreso per cápita para la localidad era de $13.834. En 2000 los hombres tenían un ingreso per cápita de $28.625 contra $20.192 para las mujeres. Alrededor del 14.0% de la población estaba bajo el umbral de pobreza nacional. €